# Electro Gyrocator
Az Electro Gyro-Cator a világ első automatizált, kereskedelmileg is elérhető közúti navigációs rendszere. Az eszköz a Honda, az Alpine és a Stanley Electric Co. közös együttműködésében valósult meg.
A legtöbb mai navigációs rendszerrel ellentétben nem GPS műholdakat használt a jármű pozíciójának meghatározásához. Ez egy úgynevezett inerciális navigációs rendszer volt, mely egy héliumgáz giroszkóp segítségével érzékelte a gyorsulást, valamint az elfordulást. A rendszer érzékelője mechanikusan csatlakozott a sebességváltóhoz, így nyerve adatokat a helyzet, a sebesség és a megtett távolság számításához.
A 6 colos CRT képernyő elé kézzel kellett behelyezni a megfelelő átlátszó térképrészletet, melyet a rendszer mozgatott az utazási sebességnek megfelelően. A monitor egy sor kör segítségével jelezte a sofőr számára a fontosabb csomópontokat, valamint vonalakkal rajzolta ki a nyomvonalat. Egy jelölő filctoll segítségével a felhasználó maga is szerkeszthette az útvonalat, megjelölve a fontosabb pontokat. A fényerőt, kontrasztot és a pozicionálást is testre lehetett szabni. A rendszer a Honda Accord és Honda Vigor autókban volt először elérhető extraként, mintegy ¥300 000-ért, mely az autók értékének negyede volt. Nem közismert, hogy pontosan hány darab került eladásra választható opcióként.
Az egység tömege körülbelül 9 kg volt. Jelenleg a japán Twin Ring Motegi versenypályán, a Honda Collection Hallban látható az egység kiállítva, a giroszkóp hosszmetszetével együtt.

## Fordítás
- Ez a szócikk részben vagy egészben  az   electro Gyrocator című angol Wikipédia-szócikk ezen változatának fordításán alapul.  Az eredeti cikk szerkesztőit annak laptörténete sorolja fel. Ez a jelzés csupán a megfogalmazás eredetét és a szerzői jogokat jelzi, nem szolgál a cikkben szereplő információk forrásmegjelöléseként.